# World RX de Suecia 2014
El World RX de Suecia 2014, oficialmente Volkswagen Rallycross of Sweden fue la quinta prueba de la Temporada 2014 del Campeonato Mundial de Rallycross. Se celebró del 5 al 6 de julio de 2014 en el Höljesbanan en Höljes, Värmland, Suecia.
La prueba fue ganada por Mattias Ekström quien consiguió su primera victoria de la temporada y de su carrera a bordo de su Audi S1, Andreas Bakkerud término en segundo lugar en su Ford Fiesta ST y Petter Solberg finalizó tercero con su Citroën DS3.
En RX Lites, el sueco Kevin Eriksson consiguió su primera victoria en la temporada, fue acompañado en el podio por sus compatriotas Kevin Hansen y Richard Göransson.     

## Supercar

### Series
| Pos.            | No. | Piloto               | Equipo                          | Auto            | H1   | H2   | H3   | H4   | Pts |
| --------------- | --- | -------------------- | ------------------------------- | --------------- | ---- | ---- | ---- | ---- | --- |
| 1               | 10  | Mattias Ekström      | EKS RX                          | Audi S1         | 2º   | 3º   | 2º   | 1º   | 16  |
| 2               | 11  | Petter Solberg       | PSRX                            | Citroën DS3     | 1º   | 9º   | 1º   | 12º  | 15  |
| 3               | 1   | Timur Timerzyanov    | Team Peugeot-Hansen             | Peugeot 208 T16 | 3º   | 1º   | 5º   | 13º  | 14  |
| 4               | 93  | Sebastian Eriksson   | Olsbergs MSE                    | Ford Fiesta ST  | 12º  | 2º   | 8º   | 2º   | 13  |
| 5               | 73  | Daniel Holten        | Olsbergs MSE                    | Ford Fiesta ST  | 5º   | 6º   | 7º   | 3º   | 12  |
| 6               | 57  | Toomas Heikkinen     | Marklund Motorsport             | Volkswagen Polo | 4º   | 4º   | 9º   | 10º  | 11  |
| 7               | 5   | Pontus Tidemand      | EKS RX                          | Audi S1         | 18º  | 5º   | 6º   | 5º   | 10  |
| 8               | 3   | Timmy Hansen         | Team Peugeot-Hansen             | Peugeot 208 T16 | 8º   | 12º  | 11º  | 4º   | 9   |
| 9               | 15  | Reinis Nitišs        | Olsbergs MSE                    | Ford Fiesta ST  | 10º  | 10º  | 10º  | 7º   | 8   |
| 10              | 13  | Andreas Bakkerud     | Olsbergs MSE                    | Ford Fiesta ST  | 11º  | 13º  | 3º   | 11º  | 7   |
| 11              | 33  | Liam Doran           | Monster Energy World RX         | Citroën DS3     | 6º   | 17º  | 12º  | 6º   | 6   |
| 12              | 99  | Tord Linnerud        | Helmia Motorsport               | Renault Clio    | 7º   | 11º  | 16º  | 15º  | 5   |
| 13              | 88  | Henning Solberg      | Eklund Motorsport               | Saab 9-3        | 9º   | 8º   | 15º  | 21º  | 4   |
| 14              | 92  | Anton Marklund       | Marklund Motorsport             | Volkswagen Polo | DNF  | 7º   | 4º   | 9º   | 3   |
| 15              | 12  | Alexander Hvaal      | PSRX                            | Citroën DS3     | 24º  | 16º  | 14º  | 14º  | 2   |
| 16              | 40  | Eric Färén           | Eric Färén                      | Citroën DS3     | 13º  | 14º  | 20º  | 26º  | 1   |
| 17              | 25  | Jacques Villeneuve   | Albatec Racing                  | Peugeot 208     | 15º  | 31.º | 13º  | 18º  |     |
| 18              | 24  | Tommy Rustad         | HTB Racing                      | Volvo C30       | 14º  | 25º  | 19º  | 20º  |     |
| 19              | 8   | Peter Hedström       | Hedströms Motorsport            | Škoda Fabia     | 16º  | EXC  | 18º  | 8º   |     |
| 20              | 53  | Johan Kristoffersson | Volkswagen Dealer Team KMS      | Volkswagen Polo | 33º  | 19º  | 17º  | 17º  |     |
| 21              | 52  | Ole Christian Veiby  | Volkswagen Dealer Team KMS      | Volkswagen Polo | 22º  | 24º  | 23º  | 23º  |     |
| 22              | 60  | Joni-Pekka Rajala    | Hedströms Motorsport            | Škoda Fabia     | 21º  | 22º  | 22º  | 29º  |     |
| 23              | 27  | Davy Jeanney         | Monster Energy World RX         | Citroën DS3     | 19º  | 26º  | 33º  | 19º  |     |
| 24              | 14  | Frode Holte          | Frode Holte Motorsport          | Hyundai i20     | 32º  | 27º  | 21º  | 22º  |     |
| 25              | 64  | Stian Haugan         | Stian Haugan                    | Citroën C4      | 17º  | 15º  | EXC  | 27º  |     |
| 26              | 47  | Ramona Karlsson      | Eklund Motorsport               | Saab 9-3        | 27º  | 20º  | 28º  | 32º  |     |
| 27              | 31  | Tore Kristoffersson  | Tore Kristoffersson             | Ford Fiesta     | 29º  | 21º  | 27º  | 31.º |     |
| 28              | 48  | Lukas Walfridson     | Helmia Motorsport               | Renault Clio    | 25º  | DNF  | 29º  | 16º  |     |
| 29              | 66  | Derek Tohill         | LD Motorsports World RX         | Citroën DS3     | 28.º | 30.º | 24.º | 28.º |     |
| 30              | 23  | Teemu Patsi          | Teemu Patsi                     | Ford Fiesta     | 34.º | 23.º | 31.º | 30.º |     |
| 31              | 62  | Fredrik Tiger        | Fredrik Tiger                   | Ford Focus      | 31.º | 29º  | 25º  | 35º  |     |
| 32              | 35  | Ole Håbjørg          | Ole Håbjørg                     | Renault Clio    | 26º  | 33º  | 26º  | DNF  |     |
| 33              | 63  | Roman Stepanenko     | TT Motorsport                   | Citroën C4      | 20º  | EXC  | 30.º | 33.º |     |
| 34              | 4   | Robin Larsson        | Larsson Jernberg Motorsport     | Audi A1         | 23º  | DNF  | EXC  | 24º  |     |
| 35              | 49  | René Münnich         | All-Inkl.com Münnich Motorsport | Audi S3         | 30.º | DNF  | DNF  | 25.º |     |
| 36              | 54  | Jos Jansen           | JJ Racing                       | Ford Focus      | 35º  | 32º  | 32º  | 34º  |     |
| 37              | 42  | Ludvig Hunsbedt      | Ludvig Hunsbedt                 | Ford Focus      | DNF  | 18º  | DNF  | DNS  |     |
| 38              | 39  | Åke Holtet           | Åke Holtet                      | Ford Fiesta     | DNF  | 28º  | EXC  | DNS  |     |
| Reporte Oficial |     |                      |                                 |                 |      |      |      |      |     |

### Semifinales
Semifinal 1
| Pos.            | No. | Piloto            | Equipo                  | Tiempo    | Pts |
| --------------- | --- | ----------------- | ----------------------- | --------- | --- |
| 1               | 10  | Mattias Ekström   | EKS RX                  | 04:31.022 | 6   |
| 2               | 15  | Reinis Nitišs     | Olsbergs MSE            | +4.707    | 5   |
| 3               | 33  | Liam Doran        | Monster Energy World RX | +6.684    | 4   |
| 4               | 5   | Pontus Tidemand   | EKS RX                  | +6.814    | 3   |
| 5               | 1   | Timur Timerzyanov | Team Peugeot-Hansen     | +10.542   | 2   |
| 6               | 73  | Daniel Holten     | Olsbergs MSE            | +11.430   | 1   |
| Reporte Oficial |     |                   |                         |           |     |

Semifinal 2
| Pos.            | No. | Piloto             | Equipo              | Tiempo     | Pts |
| --------------- | --- | ------------------ | ------------------- | ---------- | --- |
| 1               | 93  | Sebastian Eriksson | Olsbergs MSE        | 04:30.432  | 6   |
| 2               | 13  | Andreas Bakkerud   | Olsbergs MSE        | +0.245     | 5   |
| 3               | 11  | Petter Solberg     | PSRX                | +0.792     | 4   |
| 4               | 57  | Toomas Heikkinen   | Marklund Motorsport | +0.978     | 3   |
| 5               | 3   | Timmy Hansen       | Team Peugeot-Hansen | +5 Vueltas | 2   |
| 6               | 99  | Tord Linnerud      | Helmia Motorsport   | +5 Vueltas | 1   |
| Reporte Oficial |     |                    |                     |            |     |

### Final
| Pos.            | No. | Piloto             | Equipo                  | Tiempo    | Pts |
| --------------- | --- | ------------------ | ----------------------- | --------- | --- |
| 1               | 10  | Mattias Ekström    | EKS RX                  | 04:29.881 | 8   |
| 2               | 13  | Andreas Bakkerud   | Olsbergs MSE            | +10.442   | 5   |
| 3               | 11  | Petter Solberg     | PSRX                    | +11.126   | 4   |
| 4               | 15  | Reinis Nitišs      | Olsbergs MSE            | +11.193   | 3   |
| 5               | 33  | Liam Doran         | Monster Energy World RX | +15.312   | 2   |
| 6               | 93  | Sebastian Eriksson | Olsbergs MSE            | +28.165   | 1   |
| Reporte Oficial |     |                    |                         |           |     |

## RX Lites

### Series
| Pos.            | No. | Piloto                    | Equipo                  | H1  | H2  | H3  | H4  | Pts |
| --------------- | --- | ------------------------- | ----------------------- | --- | --- | --- | --- | --- |
| 1               | 81  | Kevin Hansen              | Kevin Hansen            | 1º  | 1º  | 1º  | 2º  | 16  |
| 2               | 39  | Kevin Eriksson            | Olsbergs MSE            | 2º  | 3º  | 2º  | 9º  | 15  |
| 3               | 53  | Richard Göransson         | Olsbergs MSE            | 3º  | 5º  | 9º  | 1º  | 14  |
| 4               | 79  | Linus Leise               | SET Promotion           | 5º  | 2º  | 4º  | 3º  | 13  |
| 5               | 57  | Patrik Flodin             | Patrik Flodin           | 4º  | 14º | 3º  | 5º  | 12  |
| 6               | 55  | Alexander Westlund        | Westlund Entreprenad Ab | 8º  | 8º  | 6º  | 4º  | 11  |
| 7               | 52  | Simon Olofsson            | Simon Olofsson          | DNF | 6º  | 7º  | 7º  | 10  |
| 8               | 89  | Mikaela Ahlin-Kottulinsky | JC Raceteknik           | 12º | 7º  | 10º | 8º  | 9   |
| 9               | 31  | Asmund Holten             | Daniel Holten           | 7º  | 13º | 5º  | 12º | 8   |
| 10              | 71  | Tobias Brink              | Tobias Brink            | DNF | 9º  | 8º  | 6º  | 7   |
| 11              | 9   | Joanchim Hvaal            | Joachim Hvall           | 11º | 10º | 13º | 10º | 6   |
| 12              | 51  | Sandra Hultgren           | Olsbergs MSE            | 9º  | 11º | 14º | 11º | 5   |
| 13              | 54  | Kenneth Tomasson          | Kenneth Thomasson       | 10º | 12º | 12º | DNF | 4   |
| 14              | 96  | Yigit Timur               | Toksport WRT            | 6º  | 4º  | 11º | EXC | 3   |
| Reporte Oficial |     |                           |                         |     |     |     |     |     |

### Semifinales
Semifinal 1
| Pos.            | No. | Piloto            | Equipo         | Tiempo     | Pts |
| --------------- | --- | ----------------- | -------------- | ---------- | --- |
| 1               | 81  | Kevin Hansen      | Kevin Hansen   | 04:48.243  | 6   |
| 2               | 53  | Richard Göransson | Olsbergs MSE   | +1.067     | 5   |
| 3               | 57  | Patrik Flodin     | Patrik Flodin  | +4.737     | 4   |
| 4               | 52  | Simon Olofsson    | Simon Olofsson | +6.522     | 3   |
| 5               | 9   | Joanchim Hvaal    | Joachim Hvall  | +10.193    | 2   |
| 6               | 31  | Asmund Holten     | Daniel Holten  | +2 Vueltas | 1   |
| Reporte Oficial |     |                   |                |            |     |

Semifinal 2
| Pos.            | No. | Piloto                    | Equipo                  | Tiempo     | Pts |
| --------------- | --- | ------------------------- | ----------------------- | ---------- | --- |
| 1               | 39  | Kevin Eriksson            | Olsbergs MSE            | 04:47.978  | 6   |
| 2               | 79  | Linus Leise               | SET Promotion           | +1.630     | 5   |
| 3               | 89  | Mikaela Ahlin-Kottulinsky | JC Raceteknik           | +5.459     | 4   |
| 4               | 71  | Tobias Brink              | Tobias Brink            | +7.773     | 3   |
| 5               | 51  | Sandra Hultgren           | Olsbergs MSE            | +9.520     | 2   |
| 6               | 55  | Alexander Westlund        | Westlund Entreprenad Ab | +5 Vueltas | 1   |
| Reporte Oficial |     |                           |                         |            |     |

### Final
| Pos.            | No. | Piloto                    | Equipo        | Tiempo    | Pts |
| --------------- | --- | ------------------------- | ------------- | --------- | --- |
| 1               | 39  | Kevin Eriksson            | Olsbergs MSE  | 04:44.033 | 8   |
| 2               | 81  | Kevin Hansen              | Kevin Hansen  | +1.011    | 5   |
| 3               | 53  | Richard Göransson         | Olsbergs MSE  | +1.847    | 4   |
| 4               | 57  | Patrik Flodin             | Patrik Flodin | +6.237    | 3   |
| 5               | 89  | Mikaela Ahlin-Kottulinsky | JC Raceteknik | +13.542   | 2   |
| 6               | 79  | Linus Leise               | SET Promotion | +18.561   | 1   |
| Reporte Oficial |     |                           |               |           |     |